# Dąbrowa (Chróścice)
Dąbrowa – część wsi Chróścice w Polsce położona w województwie opolskim, w powiecie opolskim, w gminie Dobrzeń Wielki.
W latach 1975–1998 Dąbrowa położona była w „starym” województwie opolskim.